# Thomson, Minnesota
Thomson är en ort i Carlton County i delstaten Minnesota, USA.